# Греция на летних Олимпийских играх 1896
Греция впервые участвовала в летних Олимпийских играх 1896 и являлась принимающей стороной. Команда была представлена 168 спортсменами во всех видах спорта. Она заняла первое место в общем медальном зачёте (46) и второе по количеству золотых наград (11).

## Медалисты

### Золото
| Золото |                          |                                                    |
| №      | Спортсмены               | Вид спорта (дисциплина)                            |
| 1      | Аристидис Константинидис | Велоспорт (шоссейная гонка)                        |
| 2      | Спиридон Луис            | Лёгкая атлетика (марафон)                          |
| 3      | Иоаннис Малокинис        | Плавание (100 метров вольным стилем среди моряков) |
| 4      | Иоаннис Митропулос       | Спортивная гимнастика (кольца)                     |
| 5      | Николаос Андриакопулос   | Спортивная гимнастика (лазание по канату)          |
| 6      | Пантелис Карасевдас      | Стрельба (армейская винтовка, 200 метров)          |
| 7      | Георгиос Орфанидис       | Стрельба (армейская винтовка, 300 метров)          |
| 8      | Иоаннис Франгудис        | Стрельба (скоростной пистолет, 25 метров)          |
| 9      | Леонидас Пиргос          | Фехтование (рапира среди маэстро)                  |
| 10     | Иоаннис Георгиадис       | Фехтование (сабля)                                 |

### Серебро
| Серебро | |                                                    |
| №       | Спортсмены | Вид спорта (дисциплина)                            |
| 1       | Георгиос Цитас                                                                                                 | Борьба                                             |
| 2       | Стаматиос Николопулос                                                                                          | Велоспорт (спринт)                                 |
| 3       | Стаматиос Николопулос                                                                                          | Велоспорт (гит на 333,3 метров)                    |
| 4       | Георгиос Колеттис                                                                                              | Велоспорт (100 километров)                         |
| 5       | Харилаос Василакос                                                                                             | Лёгкая атлетика (марафон)                          |
| 6       | Милтиадес Гускос                                                                                               | Лёгкая атлетика (толкание ядра)                    |
| 7       | Панагиотис Параскевопулос                                                                                      | Лёгкая атлетика (метание диска)                    |
| 8       | Антониос Пепанос                                                                                               | Плавание (500 метров вольным стилем)               |
| 9       | Иоаннис Андреу                                                                                                 | Плавание (1200 метров вольным стилем)              |
| 10      | Спиридон Хасапис                                                                                               | Плавание (100 метров вольным стилем среди моряков) |
| 11      | Николаос Андриакопулос, Сотириос Атанасопулос, Томас Ксенакис, Петрос Персакис, ещё 29 неизвестных спортсменов | Спортивная гимнастика (командные брусья)           |
| 12      | Томас Ксенакис                                                                                                 | Спортивная гимнастика (лазание по канату)          |
| 13      | Павлос Павлидис                                                                                                | Стрельба (армейская винтовка, 200 м)               |
| 14      | Иоаннис Франгудис                                                                                              | Стрельба (армейская винтовка, 300 м)               |
| 15      | Георгиос Орфанидис                                                                                             | Стрельба (скоростной пистолет, 25 м)               |
| 16      | Дионисиос Касдаглис                                                                                            | Теннис (одиночный разряд)                          |
| 17      | Телемахос Каракалос                                                                                            | Фехтование (сабля)                                 |

### Бронза
| Бронза | |                                                    |
| №      | Спортсмены                                                                                                 | Вид спорта (дисциплина)                            |
| 1      | Стефанос Христопулос                                                                                       | Борьба                                             |
| 5      | Димитриос Големис                                                                                          | Лёгкая атлетика (бег на 800 метров)                |
| 5      | Иоаннис Персакис                                                                                           | Лёгкая атлетика (тройной прыжок)                   |
| 5      | Евангелос Дамаскос                                                                                         | Лёгкая атлетика (прыжки с шестом)                  |
| 5      | Иоаннис Теодоропулос                                                                                       | Лёгкая атлетика (прыжки с шестом)                  |
| 6      | Георгиос Папасидерис                                                                                       | Лёгкая атлетика (толкание ядра)                    |
| 7      | Сотириос Версис                                                                                            | Лёгкая атлетика (метание диска)                    |
| 8      | Эфстатиос Хорафас                                                                                          | Плавание (500 метров вольным стилем)               |
| 8      | Эфстатиос Хорафас                                                                                          | Плавание (1200 метров вольным стилем)              |
| 10     | Димитриос Дривас                                                                                           | Плавание (100 метров вольным стилем среди моряков) |
| 11     | Филиппос Карвелас, Димитриос Лундрас, Иоаннис Митропулос, Иоаннис Хрисафис, ещё 17 неизвестных спортсменов | Спортивная гимнастика (командные брусья)           |
| 12     | Петрос Персакис                                                                                            | Спортивная гимнастика (кольца)                     |
| 13     | Николаос Трикупис                                                                                          | Стрельба (армейская винтовка, 200 м)               |
| 15     | Николаос Доракис                                                                                           | Стрельба (армейский пистолет, 25 м)                |
| 14     | Иоаннис Франгудис                                                                                          | Стрельба (пистолет, 30 м)                          |
| 16     | Константинос Паспатис                                                                                      | Теннис (одиночный разряд)                          |
| 5      | Сотириос Версис                                                                                            | Тяжёлая атлетика (толчок двумя руками)             |
| 5      | Александрос Николопулос                                                                                    | Тяжёлая атлетика (толчок одной рукой)              |
| 17     | Периклес Пьеракос-Мавромихалис                                                                             | Фехтование (рапира)                                |

### 

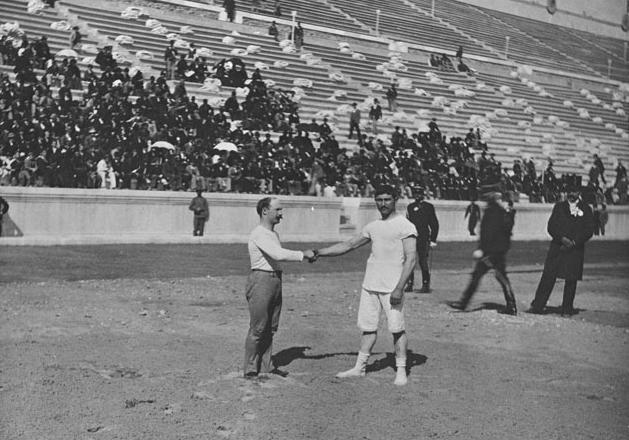
Карл Шуман и Георгиос Цитас пожимают друг другу руки перед поединком

## Результаты соревнований

### Борьба
| Спортсмены           | Четвертьфинал                  | Полуфинал                          | Финал                     |
| Спортсмены           | Соперник Результат             | Соперник Результат                 | Соперник Результат        |
| -------------------- | ------------------------------ | ---------------------------------- | ------------------------- |
| Георгиос Цитас       |                                | Стефанос Христопулос (GRE) выиграл | Карл Шуман (GER) проиграл |
| Стефанос Христопулос | Момчило Тапавица (HUN) выиграл | Георгиос Цитас (GRE) проиграл      | не прошёл                 |

### Велоспорт
Спортсмены, выделенные курсивом, упоминаются не во всех источниках.
| Соревнование        | Спортсмены               | Финал      | Финал                              |
| Соревнование        | Спортсмены               | Результат  | Место                              |
| ------------------- | ------------------------ | ---------- | ---------------------------------- |
| Спринт              | Стаматиос Николопулос    | 5:00,2     | 2                                  |
| Гит на 333,3 метров | Стаматиос Николопулос    | 26,0 25,4  | 2-3 2 после заезда за второе место |
| 10 километров       | Аристидис Константинидис | неизвестен | 5                                  |
| 10 километров       | Георгиос Колеттис        | DNF        | —                                  |
| 100 километров      | Георгиос Колеттис        | неизвестен | 2                                  |
| 100 километров      | Аристидис Константинидис | DNF        | —                                  |
| 12-часовая гонка    | Константинос Константину | DNF        | —                                  |
| 12-часовая гонка    | Ловердос                 | DNF        | —                                  |
| 12-часовая гонка    | А. Трифиатис-Трипиарис   | DNF        | —                                  |
| 12-часовая гонка    | Георгиос Параскевопулос  | DNF        | —                                  |
| Шоссейная гонка     | Аристидис Константинидис | 3:22:31    | 1                                  |
| Шоссейная гонка     | Георгиос Аспиотис        | неизвестен | 4-7                                |
| Шоссейная гонка     | Константинос Константину | неизвестен | 4-7                                |
| Шоссейная гонка     | Георгиос Параскевопулос  | неизвестен | 4-7                                |
| Шоссейная гонка     | Милтиадес Ятру           | неизвестен | 4-7                                |

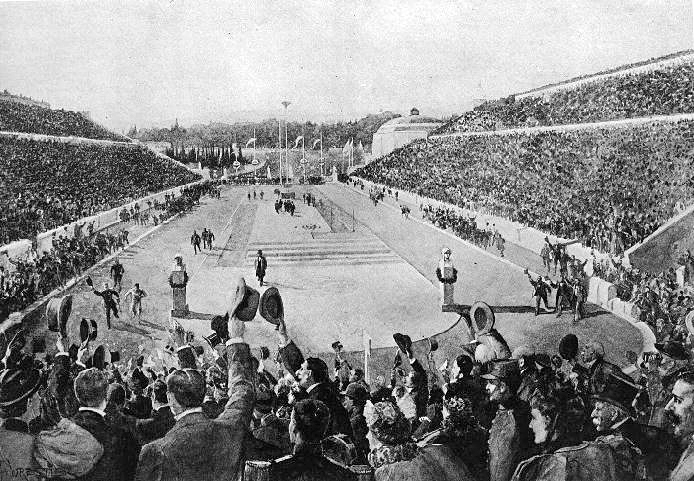
Спиридон Луис вбегает на стадион после марафона

### Лёгкая атлетика
| Соревнование           | Спортсмены                        | Предварительный раунд | Предварительный раунд | Финал      | Финал     |
| Соревнование           | Спортсмены                        | Результат             | Место                 | Результат  | Место     |
| ---------------------- | --------------------------------- | --------------------- | --------------------- | ---------- | --------- |
| 100 метров             | Александрос Халкокондилис         | 12,75 с               | 2                     | 12,6 с     | 5         |
| 100 метров             | Георгиос Генниматас               | неизвестен            | 4-5                   | не прошёл  | не прошёл |
| 800 метров             | Димитриос Големис                 | 2:16,8                | 2                     | неизвестен | 3         |
| 800 метров             | Димитриос/Димитри Томпроф/Томброф | неизвестен            | 4-5                   | не прошёл  | не прошёл |
| 800 метров             | Ангелос Фецис                     | неизвестен            | 4-5                   | не прошёл  | не прошёл |
| 1500 метров            | Димитриос Големис                 |                       |                       | неизвестен | 5-8       |
| 1500 метров            | Константинос Каракацанис          |                       |                       | неизвестен | 5-8       |
| 1500 метров            | Димитриос/Димитри Томпроф/Томброф |                       |                       | неизвестен | 5-8       |
| 1500 метров            | Ангелос Фецис                     |                       |                       | неизвестен | 5-8       |
| Марафон                | Спиридон Луис                     |                       |                       | 2:58:50 OR | 1         |
| Марафон                | Харилаос Василакос                |                       |                       | 3:06:03    | 2         |
| Марафон                | Иоаннис Вреттос                   |                       |                       | неизвестен | 4         |
| Марафон                | Элетхериос Папасимеон             |                       |                       | неизвестен | 5         |
| Марафон                | Димитриос Делигианнис             |                       |                       | неизвестен | 6         |
| Марафон                | Евангелос Геракерис               |                       |                       | неизвестен | 7         |
| Марафон                | Стаматиос Масурис                 |                       |                       | неизвестен | 8         |
| Марафон                | Сократис Логудакис                |                       |                       | неизвестен | 9         |
| Марафон                | Георгиос Григору                  |                       |                       | DNF        | —         |
| Марафон                | Иллиас Кафецис                    |                       |                       | DNF        | —         |
| Марафон                | Иоаннис Лаврентис                 |                       |                       | DNF        | —         |
| Марафон                | Димитриос Христопулос             |                       |                       | DNF        | —         |
| Марафон                | Спиридон Белокас                  |                       |                       | DSQ        | —         |
| 110 метров с барьерами | Анастасиос Андреул                | неизвестен            | 3-4                   | не прошёл  | не прошёл |
| 110 метров с барьерами | Атанасиос Скалцогианнис           | неизвестен            | 3-4                   | не прошёл  | не прошёл |
| Прыжки в длину         | Александрос Халкокондилис         |                       |                       | 5,74 м     | 4         |
| Прыжки в длину         | Атанасиос Скалцогианнис           |                       |                       | неизвестен | 5-9       |
| Тройной прыжок         | Иоаннис Персакис                  |                       |                       | 12,52 м    | 3         |
| Тройной прыжок         | Христос Цумис                     |                       |                       | неизвестен | 6-7       |
| Прыжки с шестом        | Евангелос Дамаскос                |                       |                       | 2,60 м     | 3         |
| Прыжки с шестом        | Иоаннис Теодоропулос              |                       |                       | 2,60 м     | 3         |
| Прыжки с шестом        | Василиос Ксидас                   |                       |                       | 2,40 м     | 5         |
| Толкание ядра          | Милтиадес Гускос                  |                       |                       | 11,03 м    | 2         |
| Толкание ядра          | Георгиос Папасидерис              |                       |                       | 10,36 и    | 3         |
| Метание диска          | Панагиотис Параскевопулос         |                       |                       | 28,955 м   | 2         |
| Метание диска          | Сотириос Версис                   |                       |                       | 27,78 и    | 3         |
| Метание диска          | Георгиос Папасидерис              |                       |                       | неизвестен | 5-9       |

### Плавание
| Соревнование                            | Спортсмен            | Финал      | Финал |
| Соревнование                            | Спортсмен            | Результат  | Место |
| --------------------------------------- | -------------------- | ---------- | ----- |
| 100 метров вольным стилем               | Георгиус Аннинос     | неизвестен | 3-13  |
| 100 метров вольным стилем               | Эфстатиос Хорафас    | неизвестен | 3-13  |
| 100 метров вольным стилем               | Александрос Хрисафос | неизвестен | 3-13  |
| 100 метров вольным стилем               | 5 неизвестных греков | неизвестен | 3-13  |
| 500 метров вольным стилем               | Антониос Пепанос     | 9:57,6     | 2     |
| 500 метров вольным стилем               | Эфстатиос Хорафас    | неизвестен | 3     |
| 1200 метров вольным стилем              | Иоаннис Андреу       | 21:03,4    | 2     |
| 1200 метров вольным стилем              | Эфстатиос Хорафас    | неизвестен | 3     |
| 1200 метров вольным стилем              | Н. Картавас          | неизвестен | 4-8   |
| 100 метров вольным стилем среди моряков | Иоаннис Малокинис    | 2:20,4     | 1     |
| 100 метров вольным стилем среди моряков | Спиридон Хасапис     | неизвестен | 2     |
| 100 метров вольным стилем среди моряков | Димитриос Дривас     | неизвестен | 3     |

### Спортивная гимнастика
| Соревнование        | Спортсмены | Финал | Результат |
| ------------------- | --- | ----- | --------- |
| Командные брусья    | Николаос Андриакопулос, Сотириос Атанасопулос, Томас Ксенакис, Петрос Персакис, ещё 29 неизвестных спортсменов | 2     |           |
| Командные брусья    | Филиппос Карвелас, Димитриос Лундрас, Иоаннис Митропулос, Иоаннис Хрисафис, ещё 17 неизвестных спортсменов     | 3     |           |
| Конь                | Аристовулос Петмазас                                                                                           | 3-14  |           |
| Кольца              | Иоаннис Митропулос                                                                                             | 1     |           |
| Кольца              | Петрос Персакис                                                                                                | 3     |           |
| Перекладина         | Антониос Папаиганну                                                                                            | 3-15  |           |
| Перекладина         | Леонидас Циклитирас                                                                                            | 3-15  |           |
| Параллельные брусья | Филиппос Карвелас                                                                                              | 3-18  |           |
| Параллельные брусья | Иоаннис Митропулос                                                                                             | 3-18  |           |
| Параллельные брусья | Антониос Папаиганну                                                                                            | 3-18  |           |
| Лазание по канату   | Николаос Андриакопулос                                                                                         | 1     | 14 м      |
| Лазание по канату   | Томас Ксенакис                                                                                                 | 2     | 14 м      |

### Стрельба
| Соревнование                   | Спортсмен              | Финал      | Финал |
| Соревнование                   | Спортсмен              | Результат  | Место |
| ------------------------------ | ---------------------- | ---------- | ----- |
| Армейская винтовка, 200 метров | Пантелис Карасевдас    | 2350       | 1     |
| Армейская винтовка, 200 метров | Павлос Павлидис        | 1978       | 2     |
| Армейская винтовка, 200 метров | Николаос Трикупис      | 1713       | 3     |
| Армейская винтовка, 200 метров | Анастасиос Метаксас    | 1701       | 4     |
| Армейская винтовка, 200 метров | Георгиос Орфанидис     | 1698       | 5     |
| Армейская винтовка, 200 метров | Георгиос Диамантис     | 1456       | 7     |
| Армейская винтовка, 200 метров | Иоаннис Теофилакис     | 1261       | 9     |
| Армейская винтовка, 200 метров | Алексиос Фециос        | 894        | 11    |
| Армейская винтовка, 200 метров | Спиридон Стаис         | 845        | 12    |
| Армейская винтовка, 200 метров | Г. Карагианнопулос     | неизвестен | 14-41 |
| Армейская винтовка, 200 метров | Аристовулос Петмезас   | неизвестен | 14-41 |
| Армейская винтовка, 200 метров | 22 неизвестных грека   | неизвестен | 14-41 |
| Армейская винтовка, 300 метров | Георгиос Орфанидис     | 1583       | 1     |
| Армейская винтовка, 300 метров | Иоаннис Франгудис      | 1312       | 2     |
| Армейская винтовка, 300 метров | Анастасиос Метаксас    | неизвестен | 4     |
| Армейская винтовка, 300 метров | Пантелис Карасевдас    | неизвестен | 5     |
| Армейская винтовка, 300 метров | Антелотанасис          | неизвестен | 6-18  |
| Армейская винтовка, 300 метров | Георгиос Диамантис     | неизвестен | 6-18  |
| Армейская винтовка, 300 метров | Каракацанис            | неизвестен | 6-18  |
| Армейская винтовка, 300 метров | Николаос Левидис       | неизвестен | 6-18  |
| Армейская винтовка, 300 метров | Зенон Михаилидис       | неизвестен | 6-18  |
| Армейская винтовка, 300 метров | Мустакопулос           | неизвестен | 6-18  |
| Армейская винтовка, 300 метров | Павлос Павлидис        | неизвестен | 6-18  |
| Армейская винтовка, 300 метров | Александрос Теофилакис | неизвестен | 6-18  |
| Армейская винтовка, 300 метров | Иоаннис Теофилакис     | неизвестен | 6-18  |
| Армейская винтовка, 300 метров | Николаос Трикупис      | неизвестен | 6-18  |
| Армейская винтовка, 300 метров | Алексис Фециос         | неизвестен | 6-18  |
| Армейская винтовка, 300 метров | Хацидакис              | неизвестен | 6-18  |
| Армейская винтовка, 300 метров | Иоаннис Вуракис        | DNF        | —     |
| Армейская винтовка, 300 метров | Леонидас Лангакис      | DNF        | —     |
| Армейский пистолет, 25 метров  | Николаос Доракис       | 205        | 3     |
| Армейский пистолет, 25 метров  | Иоаннис Франгудис      | неизвестен | 4     |
| Армейский пистолет, 25 метров  | Вавис                  | неизвестен | 6-13  |
| Армейский пистолет, 25 метров  | Зенон Михаилидис       | неизвестен | 6-13  |
| Армейский пистолет, 25 метров  | Георгиос Орфанидис     | неизвестен | 6-13  |
| Армейский пистолет, 25 метров  | Павлос Павлидис        | неизвестен | 6-13  |
| Армейский пистолет, 25 метров  | Пантазидис             | неизвестен | 6-13  |
| Армейский пистолет, 25 метров  | Пацурис                | неизвестен | 6-13  |
| Армейский пистолет, 25 метров  | Аристовулос Петмезас   | неизвестен | 6-13  |
| Армейский пистолет, 25 метров  | Платис                 | неизвестен | 6-13  |
| Армейский пистолет, 25 метров  | Пантелис Карасевдас    | DNF        | —     |
| Армейский пистолет, 25 метров  | Санидис                | DNF        | —     |
| Скоростной пистолет, 25 метров | Иоаннис Франгудис      | 344        | 1     |
| Скоростной пистолет, 25 метров | Георгиос Орфанидис     | 249        | 2     |
| Пистолет, 50 метров            | Иоаннис Франгудис      | неизвестен | 3     |
| Пистолет, 50 метров            | Леонидас Моракис       | неизвестен | 4     |
| Пистолет, 50 метров            | Георгиос Орфанидис     | неизвестен | 5     |

### Теннис

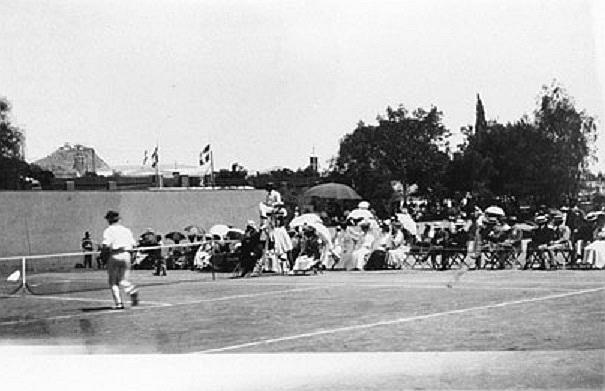
Финальный матч по теннису между Джоном Пийем Боландом и Дионисиосом Касдаглисом

Курсивом выделены пары, чьи результаты были засчитаны смешанной команде.
| Соревнование     | Спортсмены                                     | Первый раунд                                                     | Второй раунд                                  | Полуфинал                                        | Финал                                                              |
| Соревнование     | Спортсмены                                     | Соперник Результат                                               | Соперник Результат                            | Соперник Результат                               | Соперник Результат                                                 |
| ---------------- | ---------------------------------------------- | ---------------------------------------------------------------- | --------------------------------------------- | ------------------------------------------------ | ------------------------------------------------------------------ |
| Одиночный разряд | Дионисиос Касдаглис                            | Ж. Деферт (FRA) выиграл                                          | Константинос Акратопулос (GRE) выиграл        | Момчило Тапавица (HUN) выиграл                   | Джон Пий Боланд (GBR) проиграл; 2-6, 2-6                           |
| Одиночный разряд | Константинос Паспатис                          | Джордж Робертсон (GBR) выиграл                                   | Аристидис Акратопулос (GRE) выиграл           | Джон Пий Боланд (GBR) проиграл                   | не прошёл                                                          |
| Одиночный разряд | Аристидис Акратопулос                          | Тедди Флэк (AUS) выиграл                                         | Константинос Паспатис (GRE) проиграл          | не прошёл                                        | не прошёл                                                          |
| Одиночный разряд | Константинос Акратопулос                       |                                                                  | Дионисиос Касдаглис (GRE) проиграл            | не прошёл                                        | не прошёл                                                          |
| Одиночный разряд | Евангелос Раллис                               | Деметриос Петрококкинос (GRE) выиграл                            | Джон Пий Боланд (GBR) проиграл; 0-6, 6-2, 2-6 | не прошёл                                        | не прошёл                                                          |
| Одиночный разряд | Деметриос Петрококкинос                        | Евангелос Раллис (GRE) проиграл                                  | не прошёл                                     | не прошёл                                        | не прошёл                                                          |
| Одиночный разряд | Д. Франгопулос                                 | Момчило Тапавица (HUN) проиграл                                  | не прошёл                                     | не прошёл                                        | не прошёл                                                          |
| Парный разряд    | Дионисиос Касдаглис Деметриос Петрококкинос    | Константинос Паспатис (GRE) Евангелос Раллис (GRE) выиграли      |                                               | Джордж Робертсон (GBR) Тедди Флэк (AUS) выиграли | Джон Пий Боланд (GBR) Фридрих Траун (GER) проиграли; 7-5, 3-6, 3-6 |
| Парный разряд    | Аристидис Акратопулос Константинос Акратопулос | Джон Пий Боланд (GBR) Фридрих Траун (GER) проиграл               |                                               | не прошли                                        | не прошли                                                          |
| Парный разряд    | Константинос Паспатис Евангелос Раллис         | Дионисиос Касдаглис (GRE) Деметриос Петрококкинос (GRE) проиграл |                                               | не прошли                                        | не прошли                                                          |

### Тяжёлая атлетика
| Соревнование        | Спортсмены              | Финал           | Финал |
| Соревнование        | Спортсмены              | Результат       | Место |
| ------------------- | ----------------------- | --------------- | ----- |
| Толчок двумя руками | Сотириос Версис         | 90,0 кг         | 3     |
| Толчок двумя руками | Георгиос Папасидерис    | 90,0 кг         | 4     |
| Толчок одной рукой  | Александрос Николопулос | 40,0 кг/57,0 кг | 3     |
| Толчок одной рукой  | Сотириос Версис         | 40,0 кг         | 4     |

### Фехтование
| Соревнование | Спортсмен                      | Групповой этап | Групповой этап | Групповой этап | Групповой этап | Групповой этап | Финал     | Итоговое место |
| Соревнование | Спортсмен                      | У              | ПУ             | В              | П              | Место          | Финал     | Итоговое место |
| ------------ | ------------------------------ | -------------- | -------------- | -------------- | -------------- | -------------- | --------- | -------------- |
| Рапира       | Периклес Пьеракос-Мавромихалис | 7              | 4              | 2              | 1              | 2 группа A     | не прошёл | 3              |
| Рапира       | Александрос Вурос              | 8              | 4              | 2              | 1              | 2 группа B     | не прошёл |                |
| Рапира       | Константинос Комнинос-Милиотис | 5              | 7              | 1              | 2              | 3 группа B     | не прошёл |                |
| Рапира       | Иоаннис Пулос                  | 1              | 9              | 0              | 3              | 4 группа A     | не прошёл |                |
| Рапира       | Георгиос Балакакис             | 3              | 9              | 0              | 3              | 4 группа B     | не прошёл |                |

| Результаты группы A | Результаты группы A                  | Результаты группы A | Результаты группы A                  |
| Поединок            | Победитель                           | Счёт                | Проигравший                          |
| ------------------- | ------------------------------------ | ------------------- | ------------------------------------ |
| 1                   | Периклес Пьеракос-Мавромихалис (GRE) | 3-1                 | Анри Делаборд (FRA)                  |
| 2                   | Анри Калло (FRA)                     | 3-2                 | Иоаннис Пулос (GRE)                  |
| 3                   | Периклес Пьеракос-Мавромихалис (GRE) | 3-0                 | Иоаннис Пулос (GRE)                  |
| 5                   | Анри Калло (FRA)                     | 3-1                 | Периклес Пьеракос-Мавромихалис (GRE) |
| 6                   | Анри Делаборд (FRA)                  | 3-1                 | Иоаннис Пулос (GRE)                  |

| Результаты группы B | Результаты группы B                  | Результаты группы B | Результаты группы B                  |
| Поединок            | Победитель                           | Счёт                | Проигравший                          |
| ------------------- | ------------------------------------ | ------------------- | ------------------------------------ |
| 1                   | Константинос Комнинос-Милиотис (GRE) | 3-1                 | Георгиос Балакакис (GRE)             |
| 2                   | Эжен-Анри Гравлот (FRA)              | 3-2                 | Александрос Вурос (GRE)              |
| 3                   | Александрос Вурос (GRE)              | 3-1                 | Георгиос Балакакис (GRE)             |
| 4                   | Эжен-Анри Гравлот (FRA)              | 3-2                 | Константинос Комнинос-Милиотис (GRE) |
| 5                   | Эжен-Анри Гравлот (FRA)              | 3-1                 | Георгиос Балакакис (GRE)             |
| 6                   | Александрос Вурос (GRE)              | 3-0                 | Константинос Комнинос-Милиотис (GRE) |

1. ↑  Матч не проводился, так как уже был известен победитель в группе. Победителем был определён Вурос

| Соревнование         | Спортсмен       | Счёт | Соперник          | Место |
| -------------------- | --------------- | ---- | ----------------- | ----- |
| Рапира среди маэстро | Леонидас Пиргос | 3-1  | Жан Перроне (FRA) | 1     |

| Соревнование | Спортсмен           | У  | ПУ | В | П | Место |
| ------------ | ------------------- | -- | -- | - | - | ----- |
| Сабля        | Иоаннис Георгиадис  | 12 | 6  | 4 | 0 | 1     |
| Сабля        | Телемахос Каракалос | 11 | 5  | 3 | 1 | 2     |
| Сабля        | Георгиос Ятридис    | 3  | 12 | 0 | 4 | 5     |

| Поединок | Победитель                | Счёт | Проигравший               |
| -------- | ------------------------- | ---- | ------------------------- |
| 1        | Телемахос Каракалос (GRE) | 3-0  | Адольф Шмаль (AUT)        |
| 2        | Иоаннис Георгиадис (GRE)  | 3-0  | Георгиос Ятридис (GRE)    |
| 3        | Телемахос Каракалос (GRE) | 3-2  | Хольгер Нильсен (DEN)     |
| 4        | Иоаннис Георгиадис (GRE)  | 3-2  | Адольф Шмаль (AUT)        |
| 5        | Хольгер Нильсен (DEN)     | 3-1  | Георгиос Ятридис (GRE)    |
| 6        | Иоаннис Георгиадис (GRE)  | 3-1  | Телемахос Каракалос (GRE) |
| 7        | Адольф Шмаль (AUT)        | 3-2  | Георгиос Ятридис (GRE)    |
| 8        | Иоаннис Георгиадис (GRE)  | 3-2  | Хольгер Нильсен (DEN)     |
| 9        | Телемахос Каракалос (GRE) | 3-0  | Георгиос Ятридис (GRE)    |